# Walker Rocks
Walker Rocks är en grupp klippor i Antarktis. De ligger i Östantarktis. Nya Zeeland gör anspråk på området. Den högsta toppen i Walker Rocks är 589 meter över havet.
Terrängen runt Walker Rocks är huvudsakligen kuperad, men österut är den platt. Terrängen runt Walker Rocks sluttar österut. Trakten är obefolkad. Det finns inga samhällen i närheten.